# KIRO-TV
Pour les articles homonymes, voir Kiro.
KIRO-TV est une station de télévision américaine située à Seattle, État de Washington appartenant à Cox Media Group et affiliée au réseau CBS. Elle diffuse aussi deux sous-canaux numériques.

## Canada
KIRO est une des cinq stations de télévision locales de Seattle à être aussi reçues au Canada via les fournisseurs par satellite Bell Télé et Shaw Direct et la plupart des câblodistributeurs.

## Télévision numérique terrestre
| Canal virtuel | Image | Aspect | Programmation                                |
| ------------- | ----- | ------ | -------------------------------------------- |
| 7.1           | 1080i | 16:9   | Programmation principale de KIRO-TV / CBS HD |
| 7.2           | 480i  | 16:9   | Cozi TV                                      |
| 7.3           | 480i  | 16:9   | Laff (en)                                    |
| 7.4           | 480i  | 16:9   | Telemundo                                    |